# Die Simpsons/Staffel 18
Die achtzehnte Staffel der US-amerikanischen Zeichentrickserie Die Simpsons wurde vom 10. September 2006 bis zum 20. Mai 2007 auf dem US-amerikanischen Sender Fox gesendet. Die deutschsprachige Free-TV-Erstausstrahlung sendete der Sender ProSieben vom 9. September 2007 bis zum 27. Januar 2008.
Die Staffel wurde am 5. Dezember 2017 in den Vereinigten Staaten und am 11. Dezember 2017 in Deutschland auf DVD veröffentlicht.
Seit dieser Staffel ist Anke Engelke die deutsche Stimme von Marge Simpson, nachdem Elisabeth Volkmann am 27. Juli 2006 verstarb.

## Episoden
| Nr. (ges.) | Nr. (St.) | Deutscher Titel                               | Originaltitel                                  | Erstausstrahlung (USA) | Deutschsprachige Erstausstrahlung (D) | Regie                              | Drehbuch                           | Prodc. |
| --- | --------- | --------------------------------------------- | ---------------------------------------------- | ---------------------- | ------------------------------------- | ---------------------------------- | ---------------------------------- | ------ |
| 379 | 1         | Der Koch, der Mafioso, die Frau und ihr Homer | The Mook, the Chef, the Wife and Her Homer     | 10. Sep. 2006          | 9. Sep. 2007                          | Michael Marcantel                  | Bill Odenkirk                      | HABF15 |
| Nachdem in Springfield für die Schüler Fahrgemeinschaften gebildet werden müssen, erfahren die Simpsons, dass Michael der Sohn des Mafioso Fat Tony ist. Als die Calabresis, Angehörige einer rivalisierenden Familie, Tony niederschießen, soll Michael die Mafia-Geschäfte seines Vaters übernehmen. Allerdings will er zunächst nicht die Laufbahn seines Vaters gehen, sondern Koch werden, was seinem Vater überhaupt nicht gefällt. Bei einem von ihm organisierten Essen mit den Oberhäuptern der verfeindeten Mafia-Familien, vergiftet Michael diese, so dass er schließlich doch die Laufbahn seines Vaters zu gehen scheint. |           |                                               |                                                |                        |                                       |                                    |                                    |        |
| 380 | 2         | Jazzy and the Pussycats                       | Jazzy and the Pussycats                        | 17. Sep. 2006          | 9. Sep. 2007                          | Steven Dean Moore                  | Daniel Chun                        | HABF18 |
| Der Kinderpsychiater von Bart empfiehlt als Therapie, sich dem Schlagzeugspielen zu widmen. Lisa nimmt Bart mit zu einem Bebop-Brunch in einer Jazz-Kneipe. Dies bereut sie jedoch, als die Jazz-Musiker Bart in ihr Trio aufnehmen. Um ihren Frust zu überwinden, holt sie herrenlose Tiere aus einem Tierheim und einem aufgelösten Zirkus. Als ein Tiger Bart in den Arm beißt, scheint es um seine Karriere geschehen. Die Jazz-Musiker versuchen mit einem Benefiz-Konzert das Geld für die notwendige Operation aufzutreiben. Bart überlässt das Geld jedoch Lisa, damit diese ein Heim für herrenlose Tiere gründen kann. |           |                                               |                                                |                        |                                       |                                    |                                    |        |
| 381 | 3         | Homer, hol den Hammer raus                    | Please Homer, Don’t Hammer ’Em                 | 24. Sep. 2006          | 16. Sep. 2007                         | Mike B. Anderson & Ralph Sosa      | Matt Warburton                     | HABF20 |
| Begeistert kauft sich Homer das Große Handbuch der Schreinerei, liest es jedoch nicht. Marge entdeckt nach der Lektüre ihre handwerklichen Fähigkeiten und bewältigt sämtliche Holzarbeiten mit Bravour. Sie möchte damit Geld verdienen, scheitert jedoch daran, dass niemand einen weiblichen Schreiner engagieren will. Homer tritt nun im Vordergrund als Fachmann auf und nimmt die Aufträge an, während Marge heimlich die Arbeiten verrichtet. Marge ist zunehmend unzufrieden mit ihrem Schattendasein. Homer, der mittlerweile als Schreinermeister berühmt wird, soll laut Marge nun der Öffentlichkeit die Wahrheit mitteilen. Weil Homer dies jedoch ablehnt, wirft Marge den Job beleidigt hin. Homer übernimmt alleine die Reparatur der historischen Holzachterbahn von Springfield, was kein gutes Ende nimmt. Währenddessen nutzt Bart Skinners Allergie auf Erdnüsse aus. |           |                                               |                                                |                        |                                       |                                    |                                    |        |
| 382 | 4         | Krieg der Welten                              | Treehouse of Horror XVII                       | 5. Nov. 2006           | 30. Okt. 2007                         | David Silverman & Matthew Faughnan | Peter Gaffney                      | HABF17 |
| Mit dem Blob verheiratet – Homer wird nach dem Verzehr eines außerirdischen Parasiten von diesem befallen und isst die Menschen, woraufhin er immer mehr wächst. Ein Golem für alle Fälle – Ein Golem erscheint in Springfield und hört auf Befehle, wenn man sie ihm aufschreibt, was die Simpsons zu ihrem Vorteil nutzen wollen. Der Tag, an dem die Erde sich für dumm verkaufen ließ – Die Springfielder lassen sich im Jahr 1938 von einer Radioshow über Aliens abschrecken und bekommen Panik. |           |                                               |                                                |                        |                                       |                                    |                                    |        |
| 383 | 5         | G.I. Homer                                    | G.I. D’oh                                      | 12. Nov. 2006          | 23. Sep. 2007                         | Nancy Kruse                        | Daniel Chun                        | HABF21 |
| Die US-Army versucht in der Grundschule von Springfield die Kinder davon zu überzeugen, sich mit 18 unbedingt bei der Army zu melden. Bart unterschreibt einen Vorvertrag und bringt ihn stolz nach Hause. Marge ist darüber entsetzt und schickt Homer ins Wehrbüro, um dies rückgängig zu machen. Schließlich lässt sich Homer rekrutieren. Bei einer Simulation soll Homer nun als Übungsziel herhalten. |           |                                               |                                                |                        |                                       |                                    |                                    |        |
| 384 | 6         | Das literarische Duett                        | Moe’N’a Lisa                                   | 19. Nov. 2006          | 30. Sep. 2007                         | Mark Kirkland                      | Matt Warburton                     | HABF19 |
| Als Lisa einen Aufsatz über interessante Menschen in Springfield schreiben muss, wählt sie Moe, entdeckt dabei sein literarisches Talent und hilft Moe, ein Gedicht zu schreiben. Moe wird daraufhin zu einer Schriftsteller-Versammlung in Vermont eingeladen. Als er leugnet, dass Lisa ihm bei seinen Werken geholfen hat, beschließt diese, ihm nicht mehr zu helfen. Moe scheitert schließlich bei dem Versuch, alleine Gedichte zu schreiben. |           |                                               |                                                |                        |                                       |                                    |                                    |        |
| 385 | 7         | Kunst am Stiel                                | Ice Cream of Margie (With the Light Blue Hair) | 26. Nov. 2006          | 7. Okt. 2007                          | Matthew Nastuk                     | Carolyn Omine                      | HABF22 |
| Homer wird von Burns gefeuert, weil er sich anscheinend mehr für den Eiswagen vor der Tür als für die Arbeit interessiert. Kurz darauf stirbt der Eisverkäufer, und Homer übernimmt dessen Job. Marge entdeckt ihr Talent, aus den Eiscreme-Stielen, die Homer ihr reichlich mitbringt, Skulpturen zu fertigen. Sie möchte eine Ausstellung vor dem eigenen Haus eröffnen, die Homer jedoch mit dem Eiswagen versehentlich komplett zerstört. |           |                                               |                                                |                        |                                       |                                    |                                    |        |
| 386 | 8         | Beste Freunde                                 | The Haw-Hawed Couple                           | 10. Dez. 2006          | 14. Okt. 2007                         | Chris Clements                     | Matt Selman                        | JABF02 |
| Nelson befiehlt seinen Mitschülern unter Androhung von Gewalt, zu seiner Geburtstagsparty zu kommen. Bart zettelt eine Verschwörung an, mit dem Ziel, dass niemand zu Nelsons Party geht, damit dieser seinen Geburtstag allein feiern kann. Marge verlangt jedoch von Bart, dass er Nelson nicht allein lässt. Bart und Nelson feiern schließlich zu zweit die Party und werden gute Freunde. |           |                                               |                                                |                        |                                       |                                    |                                    |        |
| 387 | 9         | Kill Gil – Vol. 1 & 2                         | Kill Gil, Volumes I & II                       | 17. Dez. 2006          | 23. Dez. 2007                         | Bob Anderson                       | Jeff Westbrook                     | JABF01 |
| Der im Supermarkt als Weihnachtsmann eingesetzte Gil schenkt Lisa die letzte noch nicht verkaufte Malibu Stacy Puppe, die eigentlich die Tochter von Gils Chef erhalten sollte. Daher wird er kurz darauf gefeuert. Die Simpsons laden ihn daraufhin zum Essen ein. Gils Besuch zieht sich jedoch immer weiter in die Länge und er entwickelt sich zu einem unwillkommenen Mitbewohner. |           |                                               |                                                |                        |                                       |                                    |                                    |        |
| 388 | 10        | Der perfekte Sturm                            | The Wife Aquatic                               | 7. Jan. 2007           | 21. Okt. 2007                         | Lance Kramer                       | Kevin Curran                       | JABF03 |
| Als Marge in einem Freiluftkino ein altes Urlaubsvideo sieht, erinnert sie sich an ihre Kindheit und die tollen Ferien in Barnacle Bay. Als sie samt Familie dorthin fährt, bemerkt sie allerdings, dass das heutige Barnacle Bay stark heruntergekommen ist und nichts mehr mit ihren schönen Kindheitserinnerungen zu tun hat. Die Ursache ist das Verschwinden des Yum Yum Fisches als Folge der Überfischung, welcher ehemals für Touristen und damit Wohlstand auf der Insel sorgte. Nachdem Homer bei einem Feuerwerk, welches Marge an ihre Kindheit erinnern soll, den örtlichen Schiffssteg abbrennt, soll er seine Schulden bezahlen, indem er fischen geht. Auf hoher See gelingt es ihm nach Jahren erstmals wieder den Yum Yum Fisch zu fangen. Bart hat sich zudem auch auf das Schiff geschlichen, da Marge und Lisa ein Museum besuchen wollten. In einem Sturm kentert das Schiff, woraufhin es eine Beerdigung für die vermissten Leute des Schiffes gibt. Bei der Beerdigung erscheinen Homer, Bart und die restlichen Seemänner überraschen und erzählen, dass sie von einem japanischen Fischerboot gefunden wurden. Als die Dorfbewohner erfahren, dass der Yum Yum Fisch wieder aufgetaucht ist, wollen sie alle fischen gehen. Lisa warnt sie jedoch davor, dass sie wieder das Meer überfischen würden und hält sie damit davon ab. Als Folge jedoch beginnen die Inselbewohner ihre Bäume abzuholzen. |           |                                               |                                                |                        |                                       |                                    |                                    |        |
| 389 | 11        | Rache ist dreimal süß                         | Revenge is a Dish Best Served Three Times      | 28. Jan. 2007          | 4. Nov. 2007                          | Michael Polcino                    | Joel H. Cohen                      | JABF05 |
| Nachdem das Auto der Simpsons von dem des reichen Texaners geschnitten wird, will Homer sofort Rache nehmen. Daraufhin versucht die Familie ihm klarzumachen, welche Auswirkungen Rache auf denjenigen haben kann, der sie ausübt. Es folgen drei Kurzgeschichten, bei denen es um das Thema Rache geht. Sie handeln vom Grafen von Monte Christo, Milhouse der sich mit Hilfe eines High-Tech-Handschuhs an seinen Mitschülern rächt sowie Batman. |           |                                               |                                                |                        |                                       |                                    |                                    |        |
| 390 | 12        | Mit gespaltener Zunge                         | Little Big Girl                                | 11. Feb. 2007          | 11. Nov. 2007                         | Raymond S. Persi                   | Don Payne                          | JABF04 |
| Bart rettet die Stadt und bekommt dafür einen Führerschein. Er fährt in eine andere Stadt und lernt dort ein älteres Mädchen namens Darcy kennen. Die beiden gehen zusammen aus. Lisa soll währenddessen in der Schule einen Vortrag über ihre Herkunft halten. Da sich Lisa für ihre Vorfahren schämt, erschwindelt sie eine indianische Abstammung. Darüber soll sie schließlich sogar bei Springfields multikulturellem Tag eine Rede halten. |           |                                               |                                                |                        |                                       |                                    |                                    |        |
| 391 | 13        | Springfield wird erwachsen                    | Springfield Up                                 | 18. Feb. 2007          | 18. Nov. 2007                         | Chuck Sheetz                       | Matt Warburton                     | JABF07 |
| Der Dokumentarfilmemacher Declan Desmond dreht eine Langzeitdokumentation über einige Einwohner von Springfield. Die Simpsons sind in dem Sommerhaus von Burns untergebracht. Homer gibt vor, mittlerweile Millionär geworden zu sein, kriegt aber von dem misstrauischen Declan eine Menge Fragen gestellt. Schließlich fliegt der Schwindel auf, als Burns zurückkehrt. |           |                                               |                                                |                        |                                       |                                    |                                    |        |
| 392 | 14        | Selig sind die Dummen                         | Yokel Chords                                   | 4. März 2007           | 25. Nov. 2007                         | Susie Dietter                      | Michael Price                      | JABF09 |
| Die Kinder von Cletus werden von Lisa gefördert und schließlich durch Krusty entdeckt, der sie ausnutzt und als Gesangsgruppe auftreten lässt. Die Gesangsgruppe ist eine Parodie auf das Broadway-Musical „The Sound of Music“. |           |                                               |                                                |                        |                                       |                                    |                                    |        |
| 393 | 15        | Ein unmögliches Paar                          | Rome-old and Juli-eh                           | 11. März 2007          | 2. Dez. 2007                          | Nancy Kruse                        | Daniel Chun                        | JABF08 |
| Abe Simpson und Selma Bouvier verlieben sich und wollen heiraten. In der Zwischenzeit bauen Lisa und Bart aus Kartons, die sie von einem Paketdienst erbeutet haben, eine Festung. Dieses wird von einer Armee von Paketzustellern angegriffen. |           |                                               |                                                |                        |                                       |                                    |                                    |        |
| 394 | 16        | Homerazzi                                     | Homerazzi                                      | 25. März 2007          | 9. Dez. 2007                          | Matthew Nastuk                     | J. Stewart Burns                   | JABF06 |
| Nach einem Missgeschick wurde das Fotoalbum der Simpsons zerstört und Marge entschließt sich, alle Fotos wiederherzustellen. Bei den nachgestellten Fotos enthüllt der Hintergrund einen Skandal zwischen Prominenten. Daraufhin wird Homer zum höchstgehandelten Paparazzo in Springfield. Die gedemütigten Promis wollen sich dies jedoch nicht länger gefallen lassen. |           |                                               |                                                |                        |                                       |                                    |                                    |        |
| 395 | 17        | Marge Online                                  | Marge Gamer                                    | 22. Apr. 2007          | 16. Dez. 2007                         | Bob Anderson                       | J. Stewart Burns                   | JABF10 |
| Marge geht ins Internet und nimmt an einem Online-Rollenspiel teil, in dem beinahe jeder Springfielder vorkommt. Auch Bart ist in diesem Spiel vertreten und gilt dort als der beste Spieler. In dieser Rolle tötet er jedoch versehentlich die Figur von Marge. Um sie zu retten, opfert er seinen eigenen Charakter. Homer stellt sich derweil als freiwilliger Schiedsrichter bei Lisas Fußballspiel zur Verfügung. Zunächst leitet er die Spiele zugunsten von Lisa. Als diese das jedoch ausnutzt, zeigt er ihr schließlich die rote Karte, nachdem sie ständig durch vorgetäuschte Fouls auffällt. |           |                                               |                                                |                        |                                       |                                    |                                    |        |
| 396 | 18        | Ballverlust                                   | The Boys of Bummer                             | 29. Apr. 2007          | 30. Dez. 2007                         | Rob Oliver                         | Michael Price                      | JABF11 |
| Bart lässt bei einem entscheidenden Baseball-Spiel den Ball fallen und ist damit für die Niederlage des Springfielder Baseball-Teams verantwortlich. Er zieht den Unmut von ganz Springfield auf sich. Damit Bart nicht sein Leben lang mit diesem Trauma leben muss, arrangiert Marge eine Wiederholung des Spiels. Das Spiel zieht sich jedoch über mehrere Stunden hin, weil Bart den entscheidenden Schlag immer wieder vermasselt. Währenddessen wird Homer ein Matratzenverkäufer. Als Reverend Lovejoy mit einer von Homer verkauften Matratze unzufrieden ist, weil sie sein Liebesleben nicht positiv beeinflusst hat, tauscht Homer die eigene Matratze aus seinem Schlafzimmer mit der von Lovejoy. Dies wirkt sich nun jedoch negativ auf das Liebesleben von Homer und Marge aus. Beide beschließen, bei den Lovejoys einzubrechen und die alte Matratze zurückzustehlen. |           |                                               |                                                |                        |                                       |                                    |                                    |        |
| 397 | 19        | Brand und Beute                               | Crook and Ladder                               | 6. Mai 2007            | 6. Jan. 2008                          | Lance Kramer                       | Bill Odenkirk                      | JABF13 |
| Homer befördert versehentlich alle Feuerwehrleute Springfields ins Krankenhaus, wodurch er sich gezwungen sieht, selbst ein Feuerwehrmann zu werden. Zusammen mit Apu, Moe und Skinner löscht er einige Brände und erhält von den betroffenen Personen Belohnungen. Als Mr. Burns sie jedoch, nachdem sie ihm das Leben gerettet haben, ohne irgendeine Belohnung stehen lässt, sieht sich Moe gezwungen, ihn zu bestehlen. Auch bei den darauffolgenden Einsätzen nehmen sie ihre „Beute“ an sich, was Skinner allerdings nicht gefällt. Währenddessen dreht Maggie total durch, als Marge einem Rat aus dem Parenting Magazine folgt und ihr den Schnuller wegnimmt. |           |                                               |                                                |                        |                                       |                                    |                                    |        |
| 398 | 20        | Stop! Oder mein Hund schießt                  | Stop Or My Dog Will Shoot                      | 13. Mai 2007           | 13. Jan. 2008                         | Matthew Faughnan                   | John Frink                         | JABF12 |
| Homer ist sauer, weil er mit Marge zu einem Erntefest gehen muss, statt sich mit seinen Freunden auf dem Oktoberfest zu betrinken. Der Hund Knecht Ruprecht befreit Homer aus dem dortigen Mais-Labyrinth, wodurch die Polizei auf ihn aufmerksam wird. Der Hund wird nun in die Polizeihundestaffel aufgenommen. Nachdem der davon gestresste Hund Bart beißt, legt sich dieser als neues Haustier eine Schlange zu. Bart nimmt die Schlange mit in die Schule, wo diese im Chemielabor eine Katastrophe verursacht. Knecht Ruprecht rettet Bart aus den giftigen Gasen und kehrt wieder zu den Simpsons zurück. |           |                                               |                                                |                        |                                       |                                    |                                    |        |
| 399 | 21        | 24 Minuten                                    | 24 Minutes                                     | 20. Mai 2007           | 20. Jan. 2008                         | Raymond S. Persi                   | Ian Maxtone-Graham & Billy Kimball | JABF14 |
| Eine Parodie auf die Fernsehserie 24. In der Grundschule von Springfield wird eine Counter Truancy Unit (in der deutschen Fassung: Chaoten Treibjagd Unit) eingerichtet, eine Organisation, die gegen Schulschwänzer vorgeht. Bart (≙ Jack Bauer) und Lisa (≙ Chloe O’Brian) wollen die Schläger davon abhalten, eine Stinkbombe in der Mensa der Schule loszulassen. Einen Cameo-Auftritt haben die „echten“ Jack Bauer und Chloe O’Brian. |           |                                               |                                                |                        |                                       |                                    |                                    |        |
| 400 | 22        | Das böse Wort                                 | You Kent Always Say What You Want              | 20. Mai 2007           | 27. Jan. 2008                         | Matthew Nastuk                     | Tim Long                           | JABF15 |
| Weil Kent Brockman während der Sendung geflucht hat, wird der Sender mit einer hohen Geldstrafe belegt. Während einigen Sendungen das Budget gekürzt wird, wird Kent Brockman entlassen. Mit Lisas Hilfe beginnt er eine Nachrichtensendung im Internet. Aufgrund der der Regierung und dem Sender unangenehmen Wahrheiten und des Erfolges der Sendung lässt sich Kent durch eine Gehaltserhöhung für seine alte Stelle zurückwerben. |           |                                               |                                                |                        |                                       |                                    |                                    |        |